# Edwin S. Morby
Edwin S. Morby, né le 18 avril 1909 et mort le 30 avril 1985, est un hispaniste des États-Unis spécialiste du théâtre et de la prose du siècle d'or espagnol.
Professeur à l'université de Berkeley, il est l'auteur de plusieurs éditions critiques de référence d'œuvres de Lope de Vega.